# Brigittenkloster Grodno

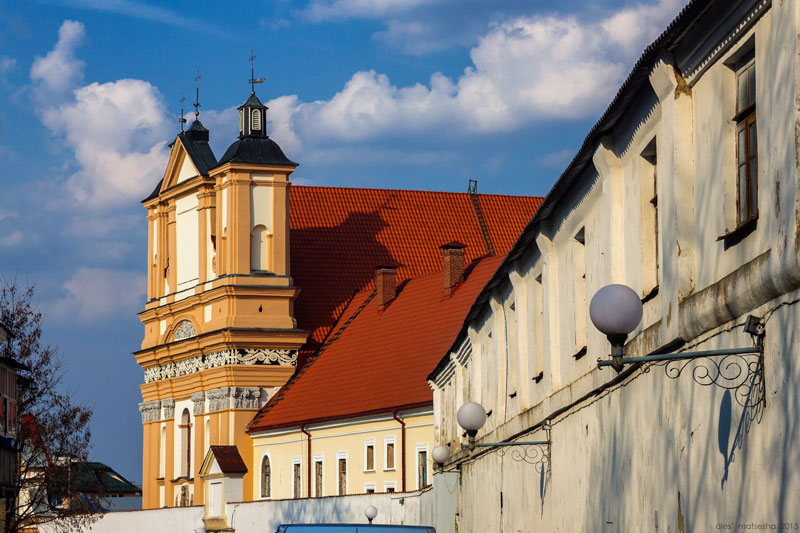
Kirche und Klosterkomplex

Das Brigittenkloster in Grodno (Hrodna; belarussisch кляштар брыгітак) war ein von 1634 bis 1842 bestehendes Nonnenkloster des Erlöserordens, damals in Polen-Litauen und dem Russischen Reich, heute in Belarus.

## Geschichte

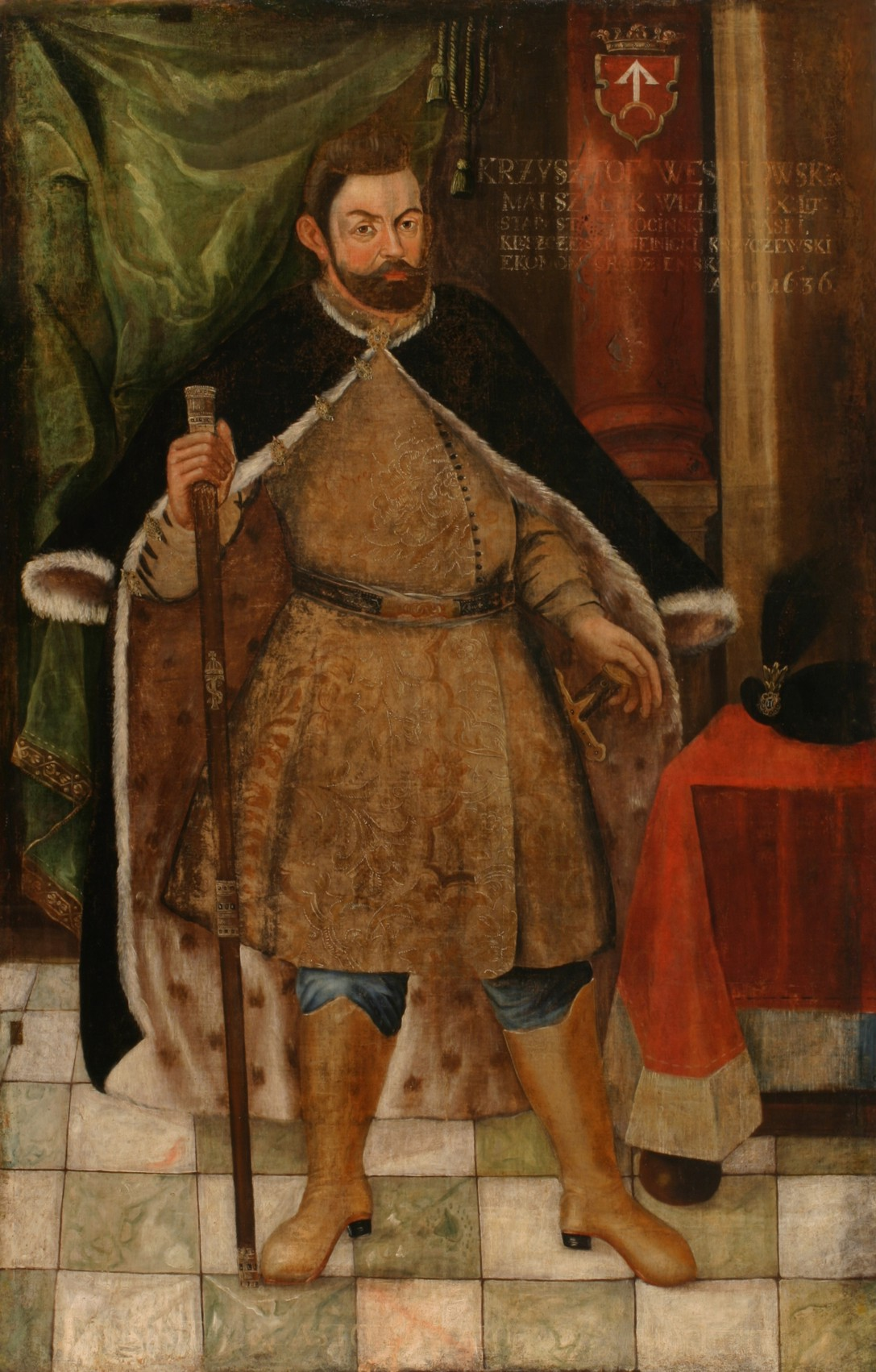
Krzysztof Wiesiołowski

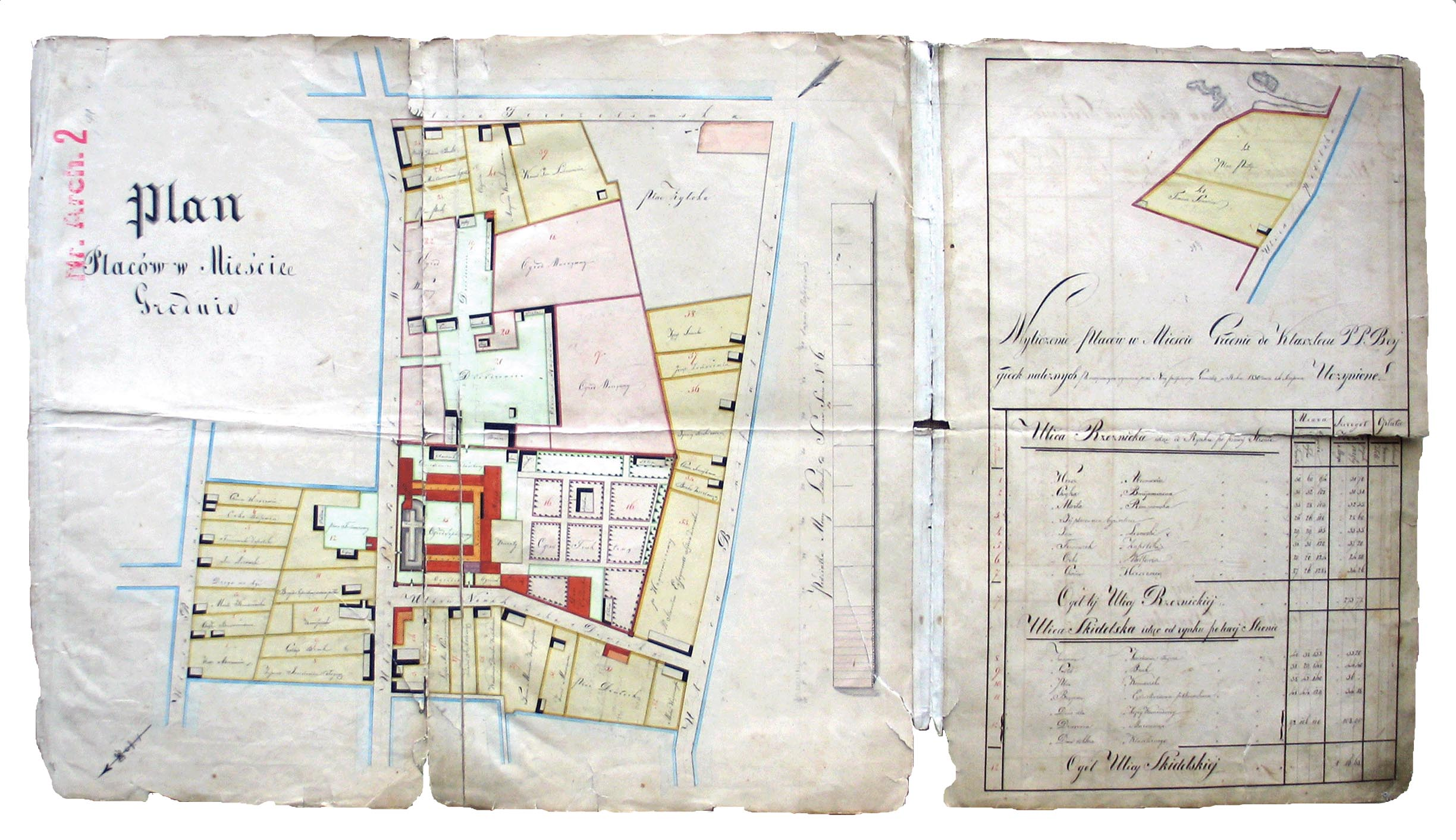
Brigittenkloster in Grodno (roter Komplex)

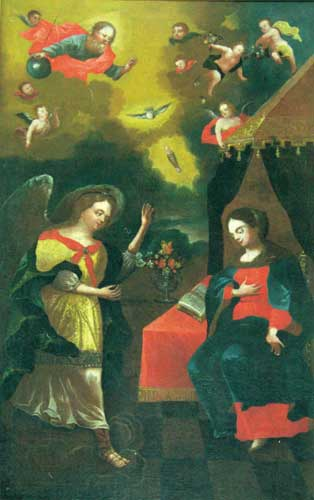
Mariä Verkündigung, Altarbild, 17. Jahrhundert

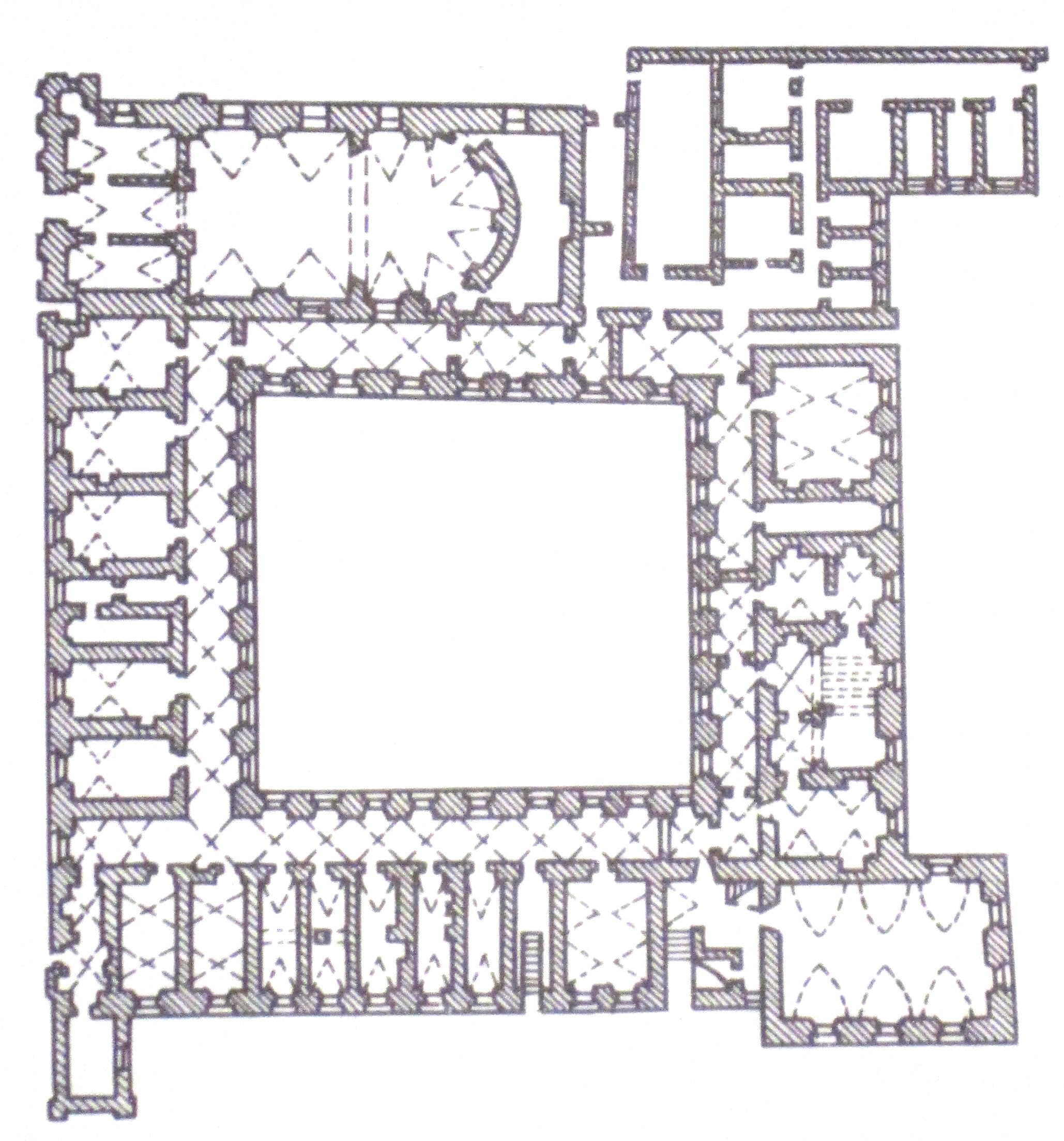
Klosteranlage

1634 gründeten Krzysztof Wiesiołowski, Großmarschall des Großfürstentums Litauen, und seine Frau Aleksandra ein Kloster für den Brigittenorden. Anlass war offenbar der Tod der 19-jähriger Tochter Gryzelda.
1636 kamen die ersten acht Nonnen aus dem Kloster in Lublin. Es wurde ein steinerner Klosterkomplex gebaut, die Kirche wurde 1651 geweiht.
In der folgenden Zeit mussten die Schwestern wegen des Russisch-Polnischen Krieges für drei Jahre im Kloster Danzig leben.
Der Konvent bestand aus etwa 20 bis 30 Nonnen, die meist adliger Herkunft waren. 1745 waren es 31. Das Kloster besaß umfangreichen Landbesitz in der Umgebung.
Nachdem das Gebiet 1795 an das Russische Reich gekommen war, wurden die Gebäude 1827 auch zur Haft für zwei Frauen genutzt, die am Dekabristenaufstand beteiligt gewesen waren.
1842 wurde das Kloster durch die russischen Behörden aufgelöst. Die Nonnen durften bis an ihr Lebensende dort wohnen bleiben. 1891 waren es noch fünf, 1902 zwei ehemalige Novizinnen. Die Gebäude wurden als Gefängnis genutzt.
1907 wurde die Anlage dem Orden der Nazarethanerinnen übergeben. 1950 mussten diese die Gebäude verlassen. Danach wurde dort ein Kindergarten, dann lange Jahre eine psychiatrische Klinik untergebracht.
1990 wurde die Kirche der katholischen Kirche zurückgegeben. Der ehemalige Klosterkomplex wird heute als Museum genutzt.

## Kirche Mariä Himmelfahrt
Die ehemalige Klosterkirche, jetzt Kirche Mariä Himmelfahrt, ist eine einschiffige Saalkirche mit eingezogenem Chor und zwei Westtürmen im Stil des Frühbarock mit Vorbildern aus der Spätrenaissance. Sie wurde von 1642 bis 1651 nach Plänen des italienischen Architekten Benedetto Molli gebaut.
Die Innenausstattung aus der Erbauungszeit ist erhalten. Der Hauptaltar wurde 1642 von Johann Schretter aus Danzig gestaltet. Daneben gibt es weitere Altarbilder und Gemälde, eine Kanzel, ein Tabernakel und weitere Gegenstände. Die Orgel wurde wahrscheinlich ursprünglich von Merten Friese aus Danzig oder einem seiner Schüler gebaut und im 19. Jahrhundert umgebaut.

## Klosteranlage
Die Klosteranlage aus dem 17. Jahrhundert ist als Gebäudekomplex erhalten.
Baugeschichtlich besonders wertvoll ist ein Lehmhaus (лямус) von 1636, in dem wahrscheinlich die Nonnen in den ersten Jahren gewohnt hatten und das das älteste erhaltene seiner Art in Belarus ist.